# Коженишки окръг
Коженишки окръг (на полски: Powiat kozienicki) е окръг в Източна Полша, Мазовско войводство. Заема площ от 916,10 км2. Административен център е град Коженице.

## География
Окръгът обхваща земи от историческите области Мазовия и Малополша. Разположен е в югоизточната част на войводството.

## Население
Населението на окръга възлиза на 62 275 души (2013 г.). Гъстотата е 68 души/км2.

## Административно деление
Административно окръгът е разделен на 7 общини.
Градско-селска община:
- Община Коженице

Селски община:
- Община Гарбатка Летниско
- Община Гловачов
- Община Гневошов
- Община Грабов над Пилицом
- Община Магнушев
- Община Шечехов

## Фотогалерия
- Коженице
- Гарбатка Летниско
- Гневошов
- Магнушев
- Шечехов